# Natalie Clifford Barneyová
Natalie Clifford Barneyová (31. října 1876 Dayton – 2. února 1972 Paříž) byla americká spisovatelka. Ve svém domě v Paříži (20-22 rue Jacob) více než 60 let pořádala literární salon, který spojoval francouzské a mezinárodní spisovatele (např. Truman Capote). Sama psala poezii, divadelní hry a epigramy, často na téma svého lesbismu. Byla feministkou a pacifistkou.
Narodila se do bohaté rodiny. Částečně se vzdělávala ve Francii a od mládí vyjadřovala touhu žít otevřeně jako lesba. Přestěhovala se do Francie se svou první partnerkou, Evou Palmerovou. Inspirována dílem Sapfó, začala již v roce 1900 publikovat milostné básně určené ženám, a to pod svým vlastním jménem, což nebylo tehdy obvyklé. Psala ve francouzštině i angličtině. Byla proti monogamii a měla mnoho souběžných vztahů, dlouhodobých i krátkodobých. K jejím milenkám patřili básnířka Renée Vivienová, kurtizána a tanečnice Liane de Pougy, spisovatelka Élisabeth de Gramont a malířka Romaine Brooksová. Propagovala psaní žen a ve svém salonu pořádala „Ženskou akademii“ (L'Académie des Femmes) jako odpověď na Francouzskou akademii složenou výhradně z mužů. Salon byl uzavřen po dobu druhé světové války, tehdy Barneyová žila s Brooksovou v Itálii. Zpočátku zastávala některé profašistické názory, ale později podporovala Spojence. Po válce se vrátila do Paříže a obnovila salon. Remy de Gourmont jí adresoval veřejné dopisy pod přezdívkou l'Amazon. Její život a milostné vztahy posloužily jako inspirace pro mnoho románů, od de Pougyho erotického bestselleru Idylle Saphique až po nejslavnější lesbický román 20. století Studna osamělosti z pera Radclyffe Hallové.